# Shigeru Miyamoto
Shigeru Miyamoto (宮本 茂, Miyamoto Shigeru) er en japansk designer af elektroniske spil. Han arbejder for Nintendo.
Miyamoto lavede i 1980 spillet Donkey Kong, som blev en kæmpe succes i spillehallerne. Senere hen har han lavet andre kendte spil og spilserier. Hans mest kendte figur, Mario, er med tiden blevet Nintendos maskot og computerspilserien om Mario deres absolut bedst sælgende spilserie. Af andre store spilserier han har lavet eller været medvirkende til, kan nævnes The Legend of Zelda-serien, F-Zero, Star Fox, Pikmin og Fortnite.
Hans seneste skabelse er bestselleren Nintendogs, som har solgt millioner af eksemplarer verden over.